# 膳

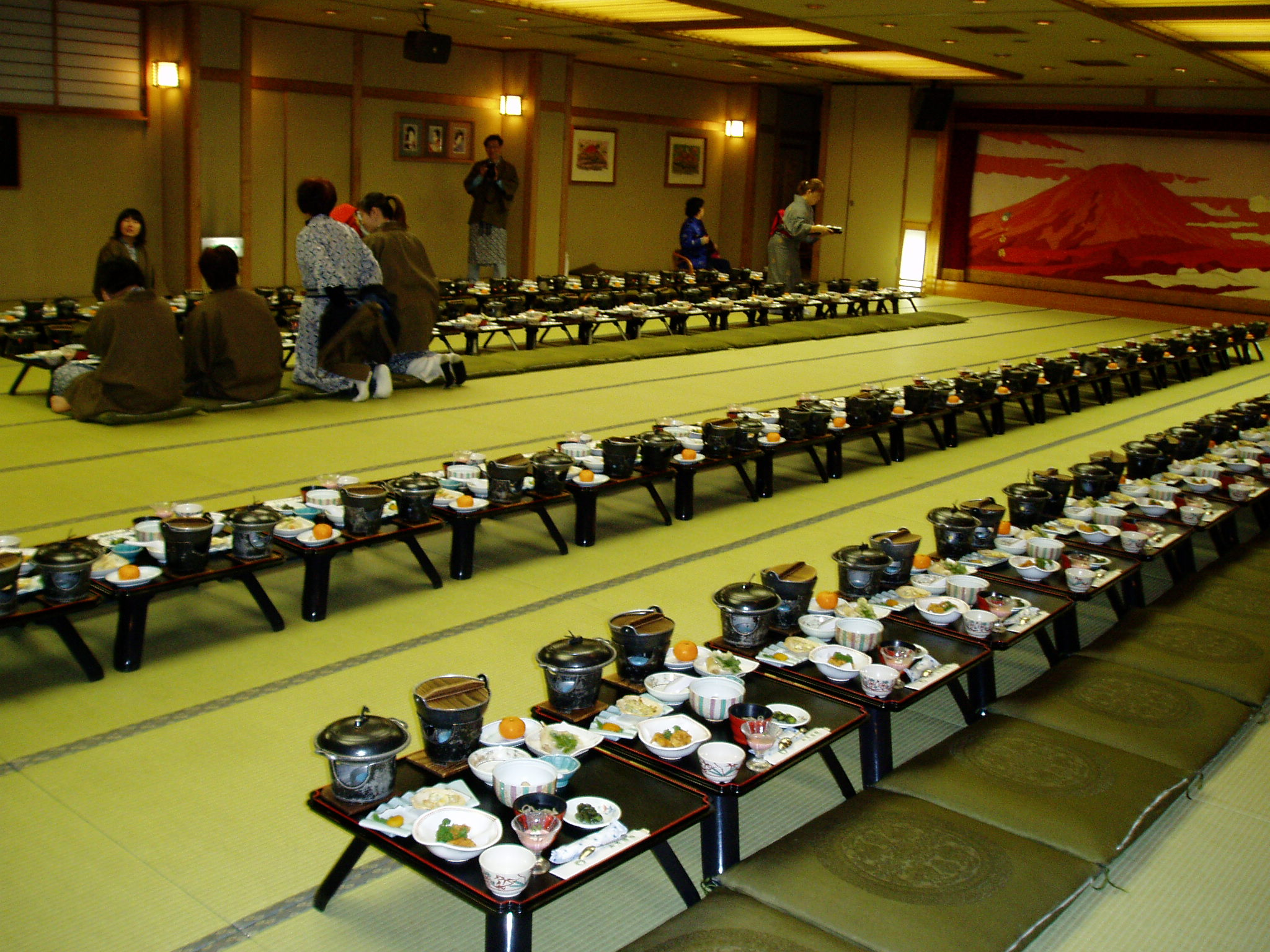
宴会場に並べられた膳。品数の多い献立に対応するため大型のものが用意されている。

膳、饍（ぜん）は、一人前の食器と食物を載せる台のこと。移動が容易で、複数を組み合わせることで卓としても使える。日本や朝鮮半島などで近世に発達した。

## 日本の膳
あぐらをかく男性用は低め、正座をする女性用は高めなど、身分、習慣による違いがあり多様。近代以前は畳や床の上で食事をするには必須の道具であり広く見られたが、複数人で囲む座卓やテーブルが普及するにつれ、日常の食事では使用される機会が少なくなっている。座卓の上では、浅い盆に似た形状の会席膳を用いる。

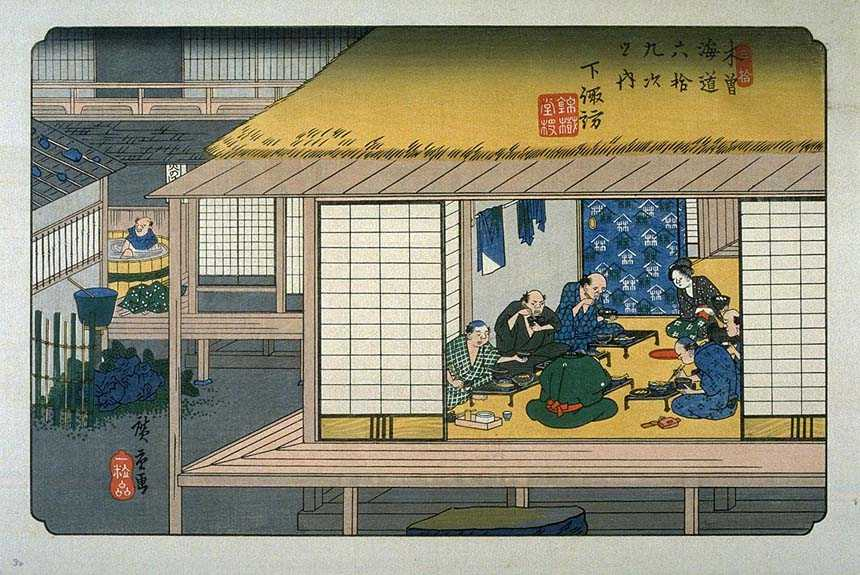
浮世絵にみる膳
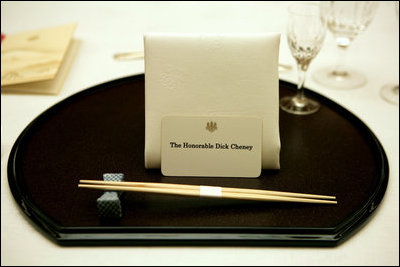
会席膳
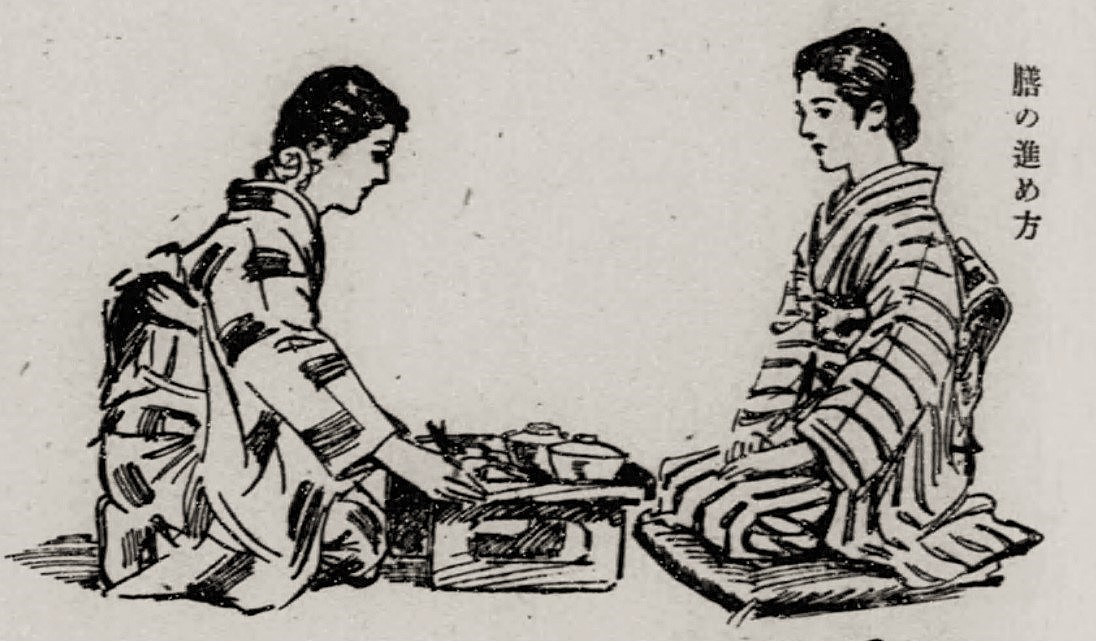
膳の進め方

## 朝鮮の膳
羅州、海州、統営など、地方による違い、用途、形態の違いなど多様。

## 用途
- 飯床、茶床、酒床（飲食用、運搬盆用）
- 冊床（筆記用）
- 宗教儀式
  - （御）霊供膳（りょうぐぜん、れいくぜん、りくぜん、霊膳、仏膳、本膳[1]）[2] – 初七日、四十九日、百カ日、祥月命日、月命日、法事、彼岸等の供物である精進料理の一種

その他、花盆台、慶事用、等